# شطرنج قهرمانی آسیا

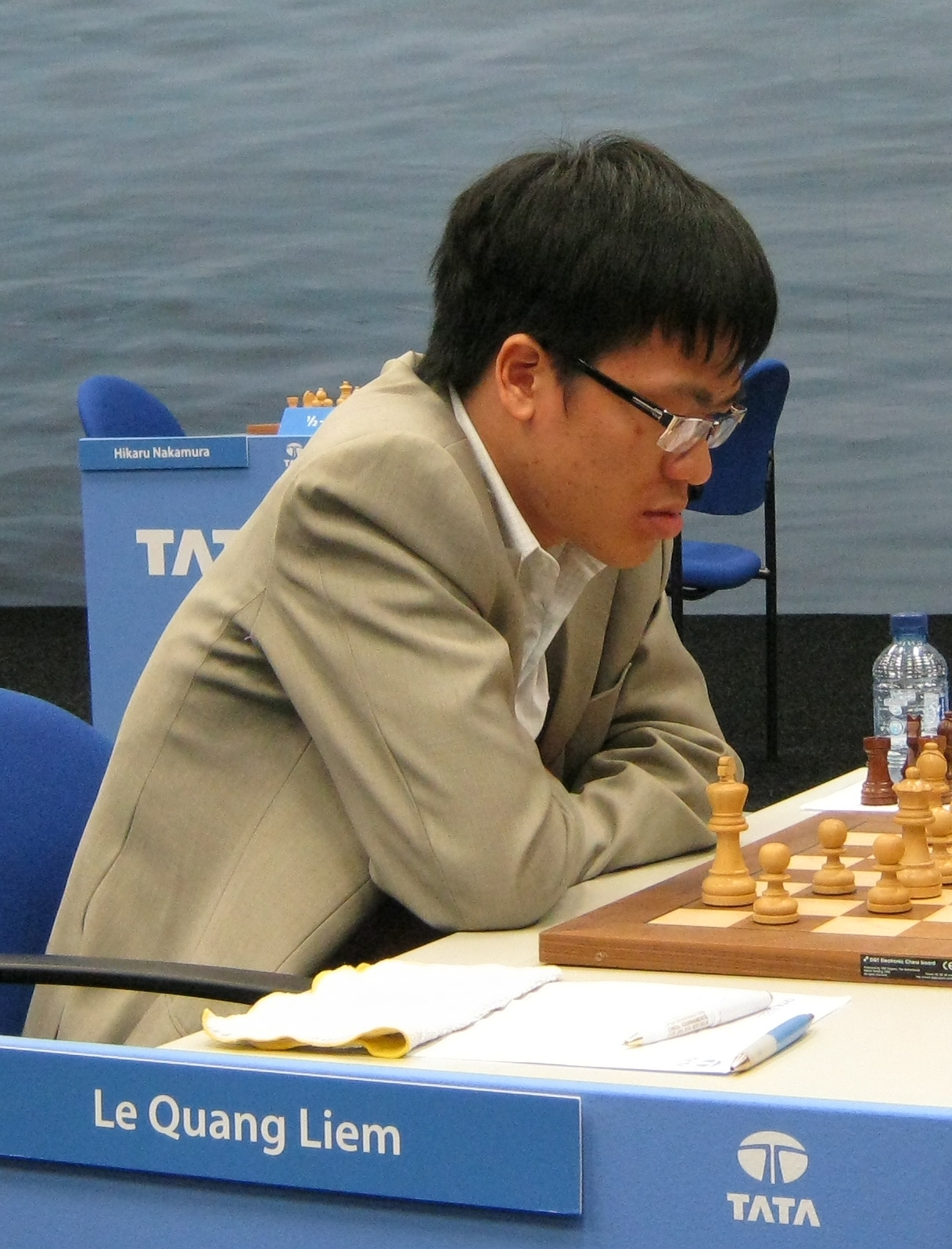
لی کوانگ لیم استاد بزرگ شطرنج ویتنامی.

شطرنج قهرمانی آسیا (انگلیسی: Asian Chess Championship) مسابقات سالانه شطرنج بین کشورهای آسیایی است که از سال ۱۹۹۸ شروع شده‌است. طی سال‌های ۱۹۸۱ تا ۱۹۹۶ هم شش دوره مسابقات آسیایی فقط در بخش زنان برگزار شده‌است که به‌صورت غیررسمی بوده‌است.